# HSD3B1
La HSD3B1 es un gen humano que codifica para una 3β-hidroxiesteroide deshidrogenasa/Δ-5-4 isomerasa tipo I o una hidroxi-Δ-5-esteroide deshidrogenasa, 3β- y esteroide Δ-isomerasa 1. Si bien puede llevar a cabo la misma función que la HSD3B2, se localiza en diferentes tejidos, tales como la placenta y tejidos no esteroidogénicos. Su requerimiento para la producción de progesterona por la placenta, que tiene una función vital en el embarazo, puede ser una razón por la cual no se ha identificado una enfermedad basada en la mutación de este gen hasta la fecha. 